# Тюбке, Вернер
Вернер Тю́бке (нем. Werner Tübke; 30 июля 1929[…], Шёнебек, Свободное государство Ангальт — 27 мая 2004[…], Лейпциг, Саксония) — немецкий художник, один из крупнейших живописцев ГДР.

## Биография
Наряду с Бернхардом Хайзигом, Вольфгангом Маттойером и Вилли Зитте Вернер Тюбке был одним из талантливейших живописцев ГДР. В 1946—1947 годах будущий художник посещал ремесленное училище в Магдебурге. В 1948—1950 годах продолжил обучение в Высшей школе графики и книжного искусства в Лейпциге, затем изучал живопись и психологию в Грайфсвальдском университете. В 1952 году Тюбке — сотрудник Центрального дома любителей искусств в Лейпциге. В 1954 году он стал членом Союза художников ГДР (нем. Verband Bildender Künstler der DDR; VBK). В 1955 году Тюбке поступил ассистентом в лейпцигскую Высшую школу графики и книжного искусства, однако в 1956 году его уволили.
С 1958 года Тюбке посвятил себя работе в Союзе художников и занимал посты члена ревизионной комиссии, рабочей комиссии, окружного председателя. В 1962 году вновь поступил на работу в Высшую школу графики и книжного искусства, в 1964 году становится в ней доцентом, в 1972 — профессором и в 1974 — ректором. В 1988 году Вернер Тюбке был избран вице-президентом Союза художников ГДР.
Международное признание пришло к художнику в 80-е годы XX века. В 1982 году он стал членом Королевской академии искусств в Стокгольме, в 1984 — профессором международной Летней академии в Зальцбурге, в 1988 — почётным членом Академии художеств СССР. В 1984 году его произведения были представлены на биеннале в Венеции.
В 1982 и в 1987 годах художнику присуждались Национальные премии ГДР I класса.
Похоронен на Южном кладбище Лейпцига.
Картины В. Тюбке повторяют и по стилю, и внутренним содержанием старонемецкую живопись. События, в них отражённые, происходят в мире Средневековья и несут в себе черты приближающейся апокалиптической катастрофы, которая должна уничтожить этот мир. Работы мастера вызывали ожесточённые дискуссии, особенно в Западной Германии. Одни художественные критики осуждали его как ренегата современности, желающего бежать от насущных проблем в прошлое. Другие же восхищались его прекрасными работами, видя в В. Тюбке одного из талантливейших художников постмодернизма. Сам же мастер всегда воздерживался от комментариев по поводу своих произведений.